# Élections législatives de 2013 aux îles Malouines
Les élections législatives de 2013 aux Îles Malouines se déroulent le 7 novembre 2013 afin d'élire les huit membres directement élus de l'Assemblée législative. Aucun parti n'existant aux Îles Malouines, tous les candidats sont indépendants.

## Système politique et électoral
Les Îles Malouines sont un archipel de l'Atlantique Sud constituant un territoire d'outre-mer autonome du Royaume-Uni organisé sous la forme d'une monarchie parlementaire. Selon la Constitution de 2009, l'archipel dispose d'une autonomie interne complète. Le Royaume-Uni est seulement responsable des affaires étrangères bien qu'il garde le pouvoir de protéger ses intérêts et d'assurer la bonne gouvernance du territoire. Les îles font partie de la Couronne britannique, et la reine du Royaume-Uni Élisabeth II en est nominalement chef de l'État, représentée par un gouverneur.
Le Gouverneur agit sur avis du Conseil exécutif des Îles Malouines, organisé sous la forme d'un directoire composé du chef de l'exécutif, du directeur des finances et du Président de l'assemblée, pour des mandats d'un an renouvelables.
Le parlement est monocaméral. Son unique chambre, l'Assemblée législative des îles Malouines, est composée de 11 membres dont 8 élus pour 4 ans selon un mode de scrutin plurinominal majoritaire dans deux circonscriptions de cinq et trois sièges chacune, correspondant à la capitale, Stanley et au reste du territoire, dit Camp. Les habitants votent pour autant de candidats qu'il y a de sièges dans leur circonscription, et ceux ayant réuni le plus de suffrages sont déclarés élus. À ces huit membres élus s'ajoutent les membres du Conseil exécutif, qui siègent mais n'ont pas le droit de vote.
Il n'existe pas de partis politiques aux îles Malouines. Tous les candidats se présentent donc sans étiquette.

## Résultats
Les électeurs disposent d'autant de voix que de sièges à pourvoir, ce qui porte leur total à un nombre bien supérieur au nombre de votants. 
Note : Les candidats sortants sont en italiques
| Circonscription | Candidat/Choix        | Votes | %     | Résultat |
| --------------- | --------------------- | ----- | ----- | -------- |
| Stanley         | Michael Poole         | 957   | 20,15 | élu      |
| Stanley         | Barry Elsby           | 893   | 18,80 | réélu    |
| Stanley         | Gavin Short           | 844   | 17,77 | réélu    |
| Stanley         | Mike Summers          | 719   | 15,14 | réélu    |
| Stanley         | Jan Cheek             | 333   | 7,01  | réélu    |
| Stanley         | Teslyn Barkman        | 292   | 6,15  | battu    |
| Stanley         | John Birmingham       | 285   | 6,00  | battu    |
| Stanley         | Norman Besley-Clark   | 148   | 3,12  | battu    |
| Stanley         | Candy Blackley        | 138   | 2,91  | battue   |
| Stanley         | Lynda Buckland        | 96    | 2,02  | battue   |
| Stanley         | Faith Felton          | 45    | 0,95  | battu    |
| Stanley         |                       |       |       |          |
| Stanley         | Votes blancs ou nuls  | 3     | –     |          |
| Stanley         | Total des voix        | 4 750 | 100   |          |
| Stanley         | Votants/Participation | 1 046 | 75,4  |          |
|                 |                       |       |       |          |
| Camp            | Phyllis Rendell       | 204   | 30,22 | élu      |
| Camp            | Roger Edwards         | 162   | 24,00 | réélu    |
| Camp            | Ian Hansen            | 129   | 19,11 | réélu    |
| Camp            | Melanie Gilding       | 124   | 18,37 | battue   |
| Camp            | Sharon Halford        | 56    | 8,30  | battue   |
| Camp            |                       |       |       |          |
| Camp            | Votes blancs ou nuls  | 1     | –     |          |
| Camp            | Total des voix        | 675   | 100   |          |
| Camp            | Votants/Participation | 242   | 85,20 |          |
|                 |                       |       |       |          |
| Îles Malouines  | Total des voix        | 5 425 | 100   |          |
| Îles Malouines  | Votants/Participation | 1 288 | 80,30 |          |